# 川人博
川人 博（かわひと ひろし、1949年10月7日 - ）は、日本の弁護士。過労死訴訟で著名。兄は医師の川人明。

## 略歴
1949年大阪府泉佐野市生まれ。泉佐野市立日新小学校、泉佐野市立第三中学校、大阪府立三国丘高等学校、東京大学経済学部卒業。1978年東京弁護士会に弁護士登録。文京総合法律事務所を経て、1995年川人法律事務所創立。1988年から「過労死110番」の活動に参加し、現在、過労死弁護団全国連絡会議幹事長。1992年から東京大学教養学部「法と社会と人権」ゼミ（全学自由ゼミまたは自主ゼミ）を担当。専門分野は過労死・過労自殺・労災・職業病。過労死弁護団全国連絡会議幹事長。
電通事件や宝塚歌劇団劇団員自殺案件の遺族側の弁護士を担当した。

## 著書
- 『過労死と企業の責任』(ヒューマン・ネットワーク・シリーズ) 労働旬報社 1990　のち現代教養文庫
- 『過労死社会と日本 変革へのメッセージ』花伝社 1992
- 『タイムショップ』講談社 1995
- 『いま、人権を読む』リブリオ出版 1996
- 『時代の流れから いま、人権を読む』リブリオ出版 1998
- 『過労自殺』岩波新書 1998
- 『過労自殺と企業の責任』旬報社 2006
- 『金正日と日本の知識人 アジアに正義ある平和を』講談社現代新書 2007
- 『過労死・過労自殺大国ニッポン 人間の尊厳を求めて』編書房 2010

### 共編著・監修
- 『現代の人権 テキストブック』編著 日本評論社 1993
- 『国際交流のための英語 人権・環境・平和のコミュニケーション』佐藤綾子共編著 大月書店 1993
- 『「東大卒」20代の会社生活 受験戦争の勝者たちの今』編 かもがわ出版 1994
- 『現代社会と東大生 学生たちは、いま』編. 花伝社 1995
- 『世界人権の旅』編著, 大宅尚美編 日本評論社 1997
- 『サラリーマンの自殺 今、予防のためにできること』高橋祥友共編著 岩波ブックレット 1999
- 『こんなふうに生きている 東大生が出会った人々』監修, 東京大学教養学部「法と社会と人権ゼミ」出版委員会 編. 花伝社 2001
- 『労働者とその生命と人権 (人権を考える本 人が人らしく生きるために』徳住堅治共著 深見春夫 画. 岩崎書店 2001
- 『これ以上、働けますか? 労働時間規制撤廃を考える』森岡孝二,鴨田哲郎共著 (岩波ブックレット 2006
- 『壊れゆく医師たち』(岩波ブックレット 岡井崇,千葉康之,塚田真紀子,松丸正共著 2008
- 『東大は誰のために 川人ゼミ卒業生たちは今』編 連合出版 2010
- 『就活前に読む会社の現実とワークルール』宮里邦雄,井上幸夫共著 旬報社 2011
- 『過労死・過労自殺労災認定マニュアル Q&Aでわかる補償と予防』平本紋子共著 旬報社 2012
- 『還暦からの医療と法律』川人明共著. 連合出版 2015
- 『過労死ゼロの社会を 高橋まつりさんはなぜ亡くなったのか』高橋幸美共著 連合出版 2017

### 翻訳
- ミネソタ弁護士会国際人権委員会, アジアウォッチ編『北朝鮮の人権 世界人権宣言に照らして』小川晴久共訳 連合出版 2004
- デイヴィッド・K.シプラー『ワーキング・プア アメリカの下層社会』森岡孝二,肥田美佐子共訳 岩波書店 2007
- V.A.ギャラガー『豊かさの向こうに グローバリゼーションの暴力』佐藤綾子,加藤彰共訳 連合出版 2010

## 論文
- <川人博